# Lago dell'Alpe di Lago
Il laghetto dell'Alpe di Lago è un piccolo lago alpino situato nella valle Pontirone, nel comune di Biasca nelle Alpi Lepontine.
Si trova poco distante dal laghetto di Cava alto e dal laghetto di Cava basso, nei pressi del bivacco rifugio Alpe di Lago.

## Morfologia
È contenuto entro morene di fondo e detriti di pendio. Il lago è più o meno circolare e si trova in una conca chiusa, da tre lati, da ripide pareti.

## Fauna

### Pesci
Vengono regolarmente immessi estivali di trota iridea. Il lago contiene inoltre salmerini fontinalis.